# IndieRocket Festival
IndieRocket Festival (IRF) è una manifestazione internazionale dedicata alla musica indipendente e sperimentale che si svolge a Pescara dal 2004. La sua direzione artistica è affidata sin dalla prima edizione a Paolo Francesco Visci. Il festival, che si svolge annualmente in estate, propone una serie di eventi tra concerti, dj set, performance, proiezioni, installazioni digitali e workshop.
Vi hanno partecipato artisti come Gang of Four, These New Puritans, We Are Scientists, Dirtmusic, Xiu Xiu, Gudrun Gut, Red Crayola, Clinic, Arbouretum, The Chap, Laura Veirs, Mission of Burma, The Field, Chris Brokaw e Ulan Bator.

## Storia
L'IndieRocket Festival nasce nel 2004 a Pescara per iniziativa dell'Associazione Culturale IndieRocket, presieduta da Federica Angelosante, sotto la direzione artistica di Paolo Francesco Visci. Il festival viene istituito come manifestazione dal richiamo internazionale rivolta ad esponenti delle più recenti tendenze musicali, con l'obiettivo di promuovere la scena indipendente e d'avanguardia proveniente da tutto il mondo. A tale scopo, l'organizzazione si serve della collaborazione di numerosi partner specializzati nel settore, tra cui riviste come Vice, Rumore, Il mucchio selvaggio e Blow Up, inclusi emittenti radiofoniche come Last.fm e Rai Radio 2.
Il festival si articola in una programmazione che coinvolge diversi settori artistici e culturali, tramite mostre, concerti, performance, workshop e laboratori, strutturati ogni anno attorno ad un titolo, tema o argomento che traccia l'evolversi del calendario. La prima edizione, accompagnata dal titolo Corsi e ricorsi di musiche altre, si è svolta dal 3 al 4 aprile 2004 presso il pattinodromo comunale di Pescara Colli e ha visto in programmazione artisti come Laura Veirs, The Death of Anna Karina, Chris Brokaw, Logan Mader e Ulan Bator, tra gli altri. Le edizioni successive si sono svolte in diversi luoghi che spesso si configurano come spazi particolarmente significativi per la città, da aree a precedente destinazione industriale e in via di trasformazione a zone di recupero urbano, come il Parco Di Cocco da anni divenuto sede privilegiata del festival.
Nel corso degli anni, l'IndieRocket Festival ha ospitato artisti come These New Puritans, We Are Scientists, Xiu Xiu, Dirtmusic, Gudrun Gut e The Field, inclusi gruppi del panorama indipendente e DIY, portando per la prima volta in Italia Gang of Four, Mission of Burma e Red Crayola, tra gli altri. Al suo decimo anniversario, la manifestazione è stata premiata al Festival of Festival Awards nel 2014. Alcune edizioni hanno visto una programmazione itinerante con concerti e appuntamenti a Napoli, Bologna, Rimini e Reggio Calabria.